# Ramon Sessions
Ramon Sessions (Myrtle Beach, Carolina del Sur; 11 de abril de 1986) es un exbaloncestista estadounidense que disputó 11 temporadas en la NBA. Con 1,91 metros de estatura, juega en la posición de base.

## Trayectoria deportiva

### Universidad
Jugó durante 3 temporadas con los Wolf Pack de la Universidad de Nevada en Reno, destacando en la última de ellas, tras promediar 12,3 puntos, 4,7 rebotes y 4,7 asistencias por partido. Acabó siendo el segundo mejor pasador de la historia de su universidad, tras dar 478 asistencias durante su carrera.

### Profesional

#### NBA

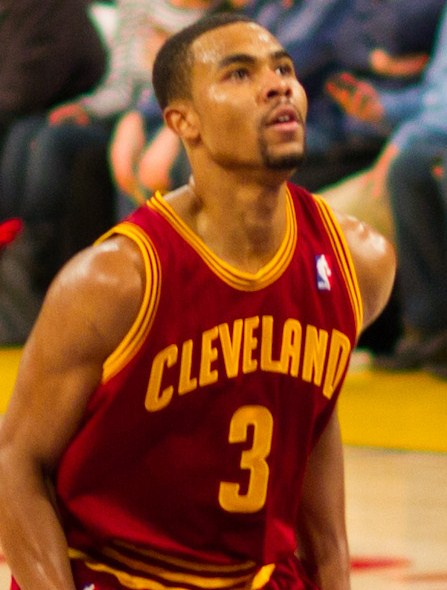
Sessions con los Cavaliers en 2011.

Fue elegido en el puesto 56 de la segunda ronda del Draft de la NBA de 2007 por Milwaukee Bucks, equipo con el cual firmó contrato en el mes de septiembre.
En septiembre de 2009, fichó por Minnesota Timberwolves por 4 años y 16 millones de dólares.
El 26 de julio de 2010, fue traspasado a Cleveland Cavaliers junto con Ryan Hollins y una elección de segunda ronda a cambio de Delonte West y Sebastian Telfair.
El 15 de marzo de 2012, fue traspasado a Los Angeles Lakers junto con Christian Eyenga a cambio de Luke Walton, Jason Kapono y una primera ronda del draft.
El 13 de julio de 2012, Sessions firmó un contrato de dos años con Charlotte Bobcats.
El 20 de febrero de 2014, Sessions fue traspasado a los Milwaukee Bucks junto con Jeff Adrien a cambio de Gary Neal y Luke Ridnour.
El 22 de septiembre de 2014, Sessions firmó un contrato con los Sacramento Kings.
El 19 de febrero de 2015, Sessions fue traspasado a los Washington Wizards a cambio de Andre Miller.
El 7 de julio de 2016 fichó por Charlotte Hornets, regresando a la franquicia dos años después.
El 28 de julio de 2017 fichó por los New York Knicks por una temporada y el mínimo salarial, 2,3 millones de dólares. El 13 de enero de 2018, fue cortado por los Knicks.
El 23 de febrero de 2018, firma un contrato de 10 días con Washington Wizards, firmando un segundo contrato el 5 de marzo, y finalmente hasta final de temporada el 16 de marzo.

#### Israel
El 3 de noviembre de 2018, se une al equipo israelí del Maccabi Tel Aviv de la Euroliga, firmando un contrato de tres meses con opción de ampliación hasta final de temporada. Sin embargo, el 20 de noviembre, rescinde el contrato por motivos personales.

### Retirada
El 6 de octubre de 2019, firma con New Orleans Pelicans como integrante del equipo de operaciones.
Luego se convirtió en agente certificado, creando su propia agencia de representación, On Time Agency (OTA).

## Estadísticas de su carrera en la NBA

### Temporada regular
| Año     | Equipo      | PJ  | PT  | MPP  | %TC  | %3P  | %TL  | RPP | APP | ROB | TPP | PPP  |
| ------- | ----------- | --- | --- | ---- | ---- | ---- | ---- | --- | --- | --- | --- | ---- |
| 2007-08 | Milwaukee   | 17  | 7   | 26.5 | .436 | .429 | .780 | 3.4 | 7.5 | 1.0 | .2  | 8.1  |
| 2008-09 | Milwaukee   | 79  | 39  | 27.5 | .445 | .176 | .794 | 3.4 | 5.7 | 1.0 | .1  | 12.4 |
| 2009-10 | Minnesota   | 82  | 1   | 21.1 | .456 | .067 | .717 | 2.6 | 3.1 | .7  | .1  | 8.2  |
| 2010-11 | Cleveland   | 81  | 38  | 26.3 | .466 | .200 | .823 | 3.1 | 5.2 | .7  | .1  | 13.3 |
| 2011-12 | Cleveland   | 41  | 4   | 24.5 | .398 | .419 | .830 | 3.1 | 5.2 | .7  | .0  | 10.5 |
| 2011-12 | L.A. Lakers | 23  | 19  | 30.5 | .479 | .486 | .713 | 3.8 | 6.2 | .7  | .1  | 12.7 |
| 2012-13 | Charlotte   | 61  | 0   | 27.1 | .408 | .308 | .839 | 2.8 | 3.8 | .8  | .1  | 14.4 |
| 2013-14 | Charlotte   | 55  | 7   | 23.7 | .409 | .221 | .782 | 2.1 | 3.7 | .6  | .1  | 10.5 |
| 2013-14 | Milwaukee   | 28  | 12  | 32.5 | .461 | .357 | .841 | 3.1 | 4.8 | .6  | .1  | 15.8 |
| 2014-15 | Sacramento  | 36  | 7   | 17.8 | .344 | .214 | .727 | 1.9 | 2.7 | .4  | .0  | 5.4  |
| 2014-15 | Washington  | 28  | 3   | 19.5 | .411 | .406 | .812 | 2.7 | 3.1 | .6  | .0  | 7.4  |
| 2015-16 | Washington  | 82  | 5   | 20.3 | .473 | .324 | .756 | 2.5 | 2.9 | .6  | .1  | 9.9  |
| 2016-17 | Charlotte   | 50  | 1   | 16.2 | .380 | .339 | .771 | 1.5 | 2.6 | .5  | .1  | 6.2  |
| 2017-18 | New York    | 13  | 3   | 12.8 | .321 | .182 | .800 | 1.4 | 2.1 | .5  | .1  | 3.7  |
| 2017-18 | Washington  | 15  | 0   | 15.0 | .391 | .400 | .762 | 1.3 | 3.3 | .5  | .1  | 5.9  |
| Total   | Total       | 691 | 146 | 23.3 | .434 | .316 | .791 | 2.7 | 4.1 | .7  | .1  | 10.3 |

### Playoffs
| Año   | Equipo      | PJ | PT | MPP  | %TC  | %3P  | %TL  | RPP | APP | ROB | TPP | PPP |
| ----- | ----------- | -- | -- | ---- | ---- | ---- | ---- | --- | --- | --- | --- | --- |
| 2012  | L.A. Lakers | 12 | 12 | 31.7 | .377 | .160 | .743 | 3.0 | 3.6 | .3  | .1  | 9.7 |
| 2015  | Washington  | 10 | 3  | 21.8 | .371 | .400 | .684 | 2.4 | 2.3 | .4  | .1  | 7.5 |
| Total | Total       | 22 | 15 | 27.2 | .375 | .280 | .722 | 2.7 | 3.0 | .4  | .1  | 8.7 |